# Citizen Watches

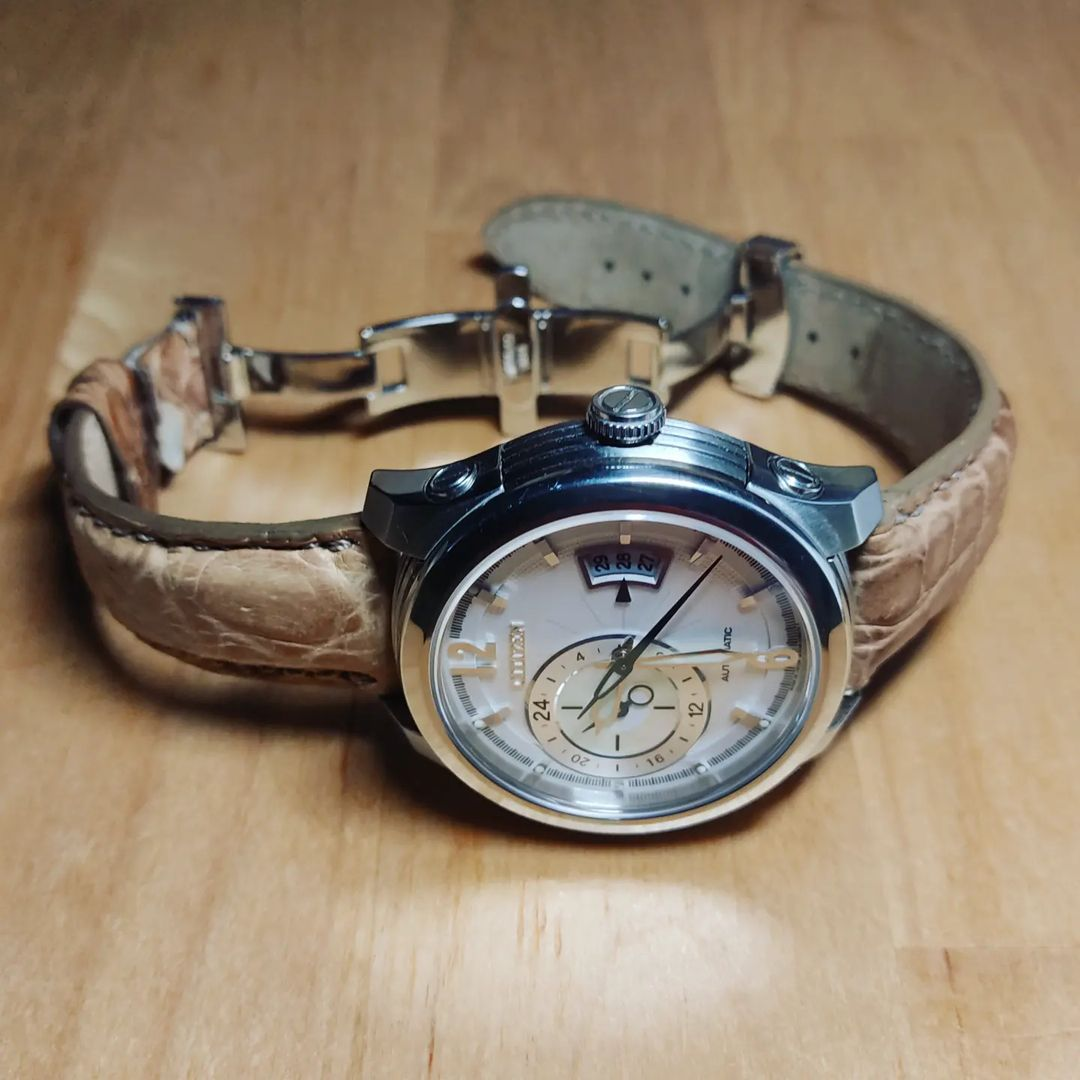
Citizen Meccanico NP3010-34A

La Citizen Holdings Co., Ltd. (シチズンホールディングス株式会社?, Shichizun Hōrudingusu Kabushiki-gaisha) (Borsa di Tokyo: 7762 ), nota semplicemente come Citizen, è la seconda dei quattro prestigiosi produttori di orologi da polso giapponesi (preceduta da Seiko, seguita Casio ed Orient Watches). Produce orologi da polso di precisione con movimento meccanico automatico, al quarzo, ma soprattutto con un movimento brevettato dalla stessa casa, chiamato Eco-drive, che non necessita di batteria.

## Storia
La Citizen Watches è stata fondata originariamente con il nome di "Shokosha Watch Research Institute" nel 1918 dal gioielliere di Tokyo Kamekichi
Yamazaki. Nel 1924 viene costruito il primo orologio da tasca, che fu battezzato dall'allora sindaco di Tokyo, Gotō Shinpei, col nome di Citizen (cittadino), come auspicio che potesse divenire un oggetto comune per tutte le persone. Nel 1930 l'azienda viene rinominata "Citizen Watch Co. Ltd.", e nel 1931 viene prodotto il primo orologio da polso.
Nel 1952 Citizen introduce il primo orologio giapponese dotato di calendario. Nel 1956 arriva “Parashock”, il primo Citizen resistente agli urti; l'orologio fu lanciato da un elicottero in volo di fronte alla stazione dei treni di Kyoto sotto lo sguardo di centinaia di persone, per provarne la resistenza. La prova fu poi ripetuta più volte e l'orologio resistette in ognuna di esse. Nel 1958 viene prodotto il primo orologio giapponese con sveglia; l'anno successivo nasce il “Parawater”, il primo orologio giapponese resistente all'acqua.
Proprio in relazione a quest'ultimo, nel 1963 Citizen organizzò un test eclatante: furono ancorati 130 “Parawater” ad altrettante boe che vennero lanciate dal ponte di una nave nel Pacifico, per farle navigare fino alle coste degli Stati Uniti d'America. Una volta recuperati tutti gli orologi, dopo un anno di deriva, furono testati e trovati in splendide condizioni di efficienza. Nel 1965 arriva il primo Record Mondiale: Citizen produce l'orologio con datario più piatto del mondo, realizzandolo in soli 4,48 mm di spessore.

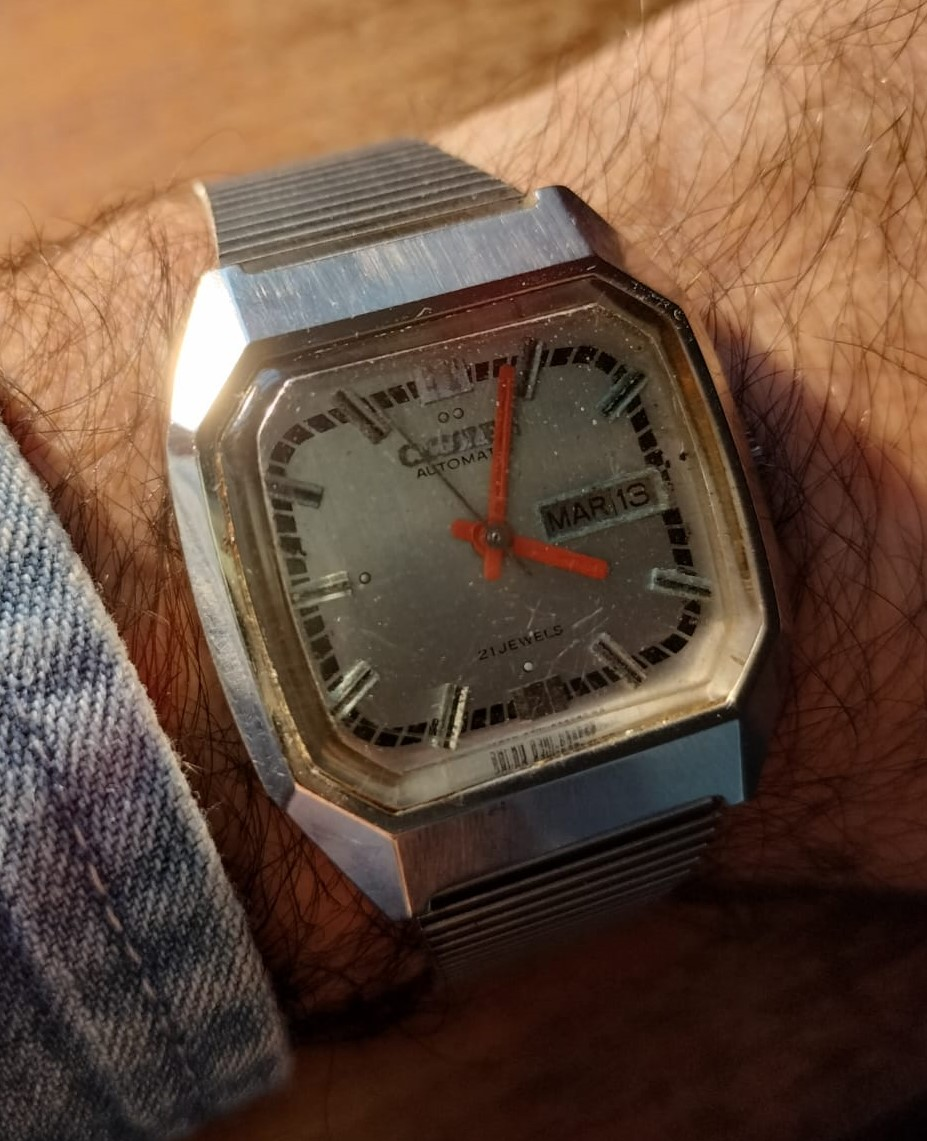
Citizen automatico, calibro 6501, metà anni Settanta

Gli anni '60 rappresentano una svolta nel campo dell'orologeria mondiale. Bulova, dopo aver stretto un importante accordo di import-export proprio con Citizen, lancia sul mercato "Accutron", il primo orologio elettronico al mondo. La reazione di Citizen non si fa attendere e nel 1966 viene introdotto sul mercato il modello "X-8", primo orologio elettronico giapponese, in grado di funzionare per un anno intero senza fermarsi. Nel 1970 lo stesso modello viene prodotto con cassa in titanio, diventando così anche il primo orologio in titanio al mondo. All'inizio degli anni Settanta viene presentato il calibro 6000, un movimento automatico con dispositivo antiurto Parashock semplice ma affidabile che ha avuto grande fortuna e che è stato realizzato anche in versione con datario e day/date.
Nel 1975 viene presentato "Mega Quartz", l'orologio al quarzo più preciso al mondo, in grado di segnare il tempo con uno scarto massimo di tre secondi l'anno. Ancora oggi, tale errore può considerarsi minimo, se si considera che lo scarto medio del movimento più preciso sul mercato ai giorni nostri, il Bulova Precisionist, si attesta nell'ordine dei 10 secondi l'anno. L'anno successivo è il turno del modello "Citizen Quartz CrystronAlarm LC", primo orologio al mondo dotato di display LCD.

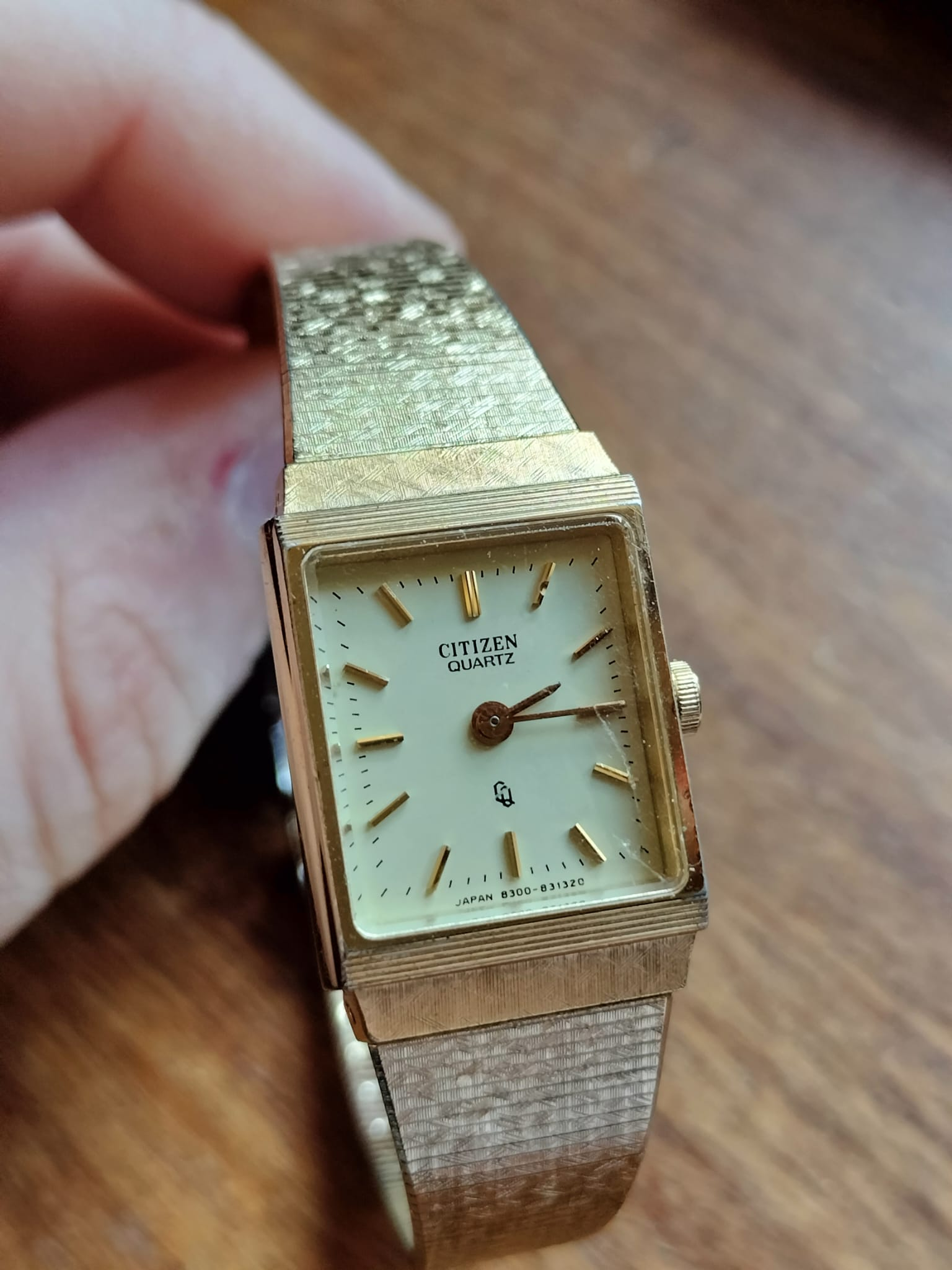
Citizen da donna al quarzo placcato oro, anni 80 circa

È in questo periodo che la Citizen inizia gli studi per la produzione del primo orologio alimentato a celle solari, realizzandone nel 1976 il primo prototipo, il "Citizen Quartz Crystron Solar Cell" (il progenitore dell'Eco-Drive). Non passano neppure due anni che, nel 1978, Citizen infrange una barriera epocale nel campo dell'Orologeria producendo il primo orologio il cui spessore è inferiore al millimetro, il "Citizen Quartz 790". L'anno precedente, Citizen aveva prodotto il primo orologio giapponese dotato di display LCD, cronometro, datario, allarme e calcolatrice, il "Citizen Quartz Calculator". Nel 1980 viene presentato l'orologio con le dimensioni globali più ridotte al mondo, 9 x 7 x 2 mm, denominato "Citizen Quartz 1500". Nel 1981 viene prodotto il primo orologio al mondo con circuito di compensazione interna della temperatura, mentre l'anno successivo arriva il "Professional Diver 1300 M", primatista mondiale nella resistenza alla pressione dell'acqua.

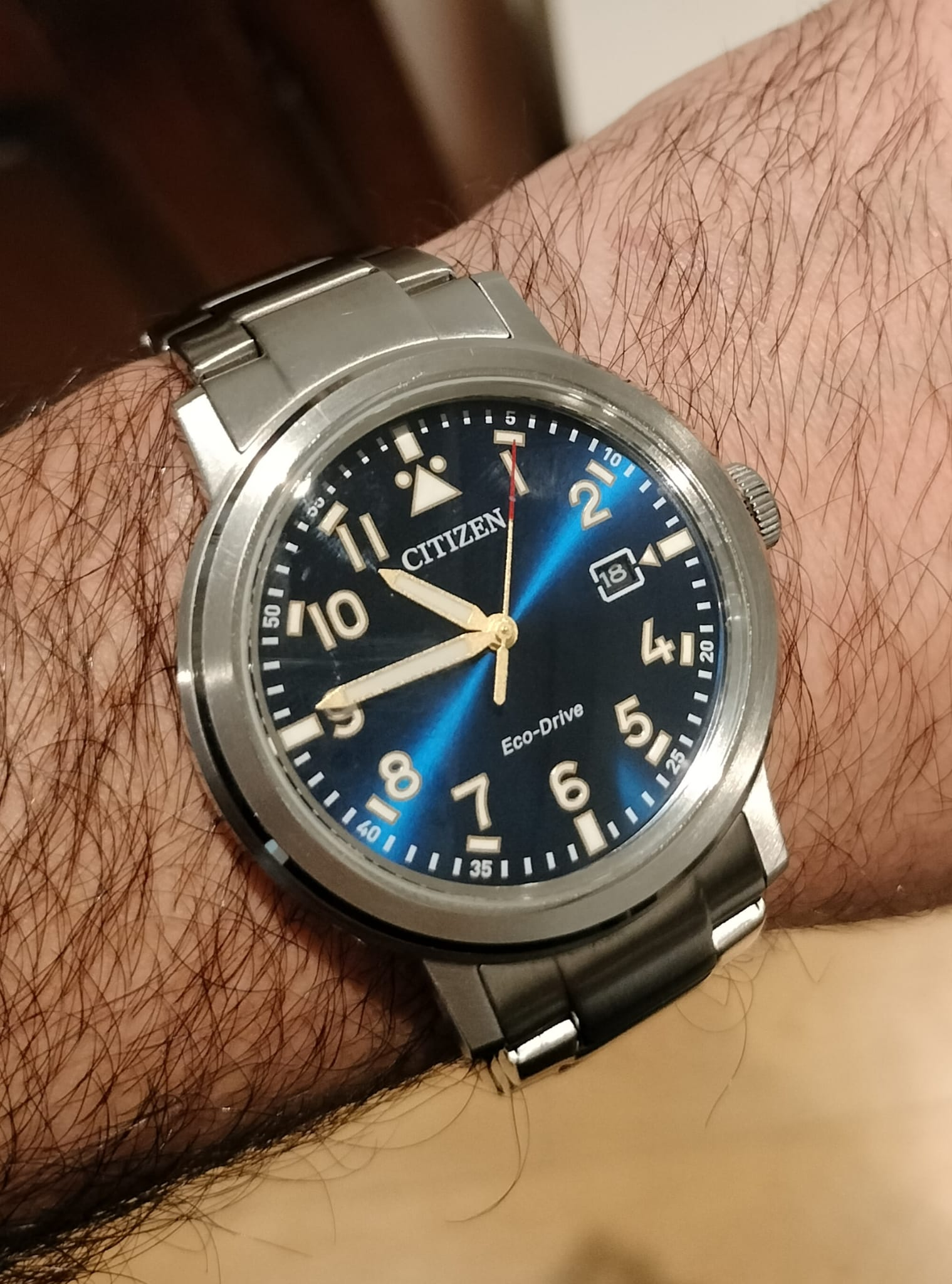
Citizen Eco-Drive

Nel 1985 fa la sua comparsa nel panorama mondiale il primo orologio in assoluto con sensore di profondità elettronico, il modello "Aqualand". Seguono a ruota nel 1987 il modello "Voice Master VX-2", primo orologio al mondo a comando vocale, nel 1989 il modello "Altichron", primo orologio professionale al mondo con altimetro, nel 1992 "Analog Aqualand", primo al mondo dotato di profondimetro analogico, e nel 1994 "HyperAqualand", primo orologio subacqueo con profondimetro interfacciabile al computer. Nel frattempo Citizen si contraddistingue anche come pioniere nel campo dei primi orologi radiocontrollati, introducendo nel 1993 il primo orologio radiocontrollato multizona della storia.

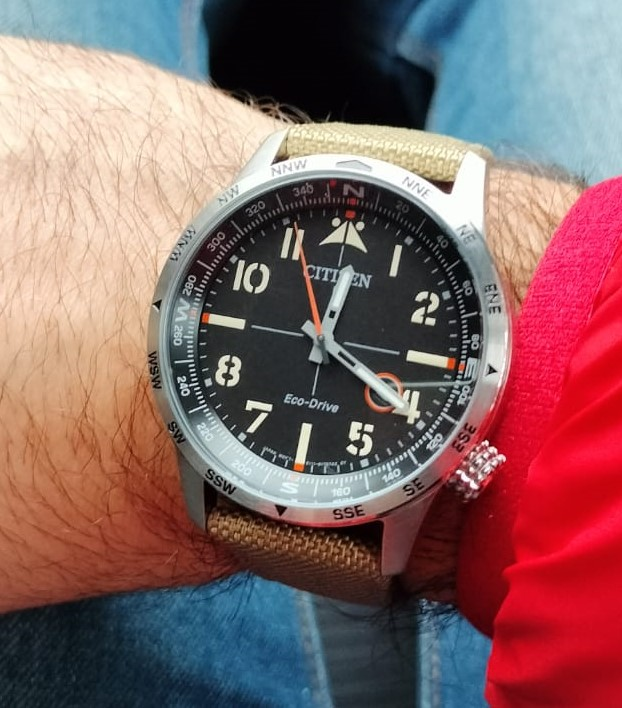
Citizen Eco-Drive, 2022

Il 1995 è l'anno dell'introduzione del fenomeno Eco-Drive, l'orologio a celle solari a carica infinita. Nascono così i primi orologi multifunzione che non necessitano di cambio batteria. Nel 1997 viene lanciato sul mercato "Exceed Eco-Drive", primo orologio a celle solari ad infrangere la barriera dei 10 secondi di scarto massimo annuale. Gli anni successivi sono dedicati agli studi per affinare la tecnologia Eco-Drive ed affiancargli un'altra soluzione di produzione di energia pulita in modo da raggiungere un'autonomia infinita.

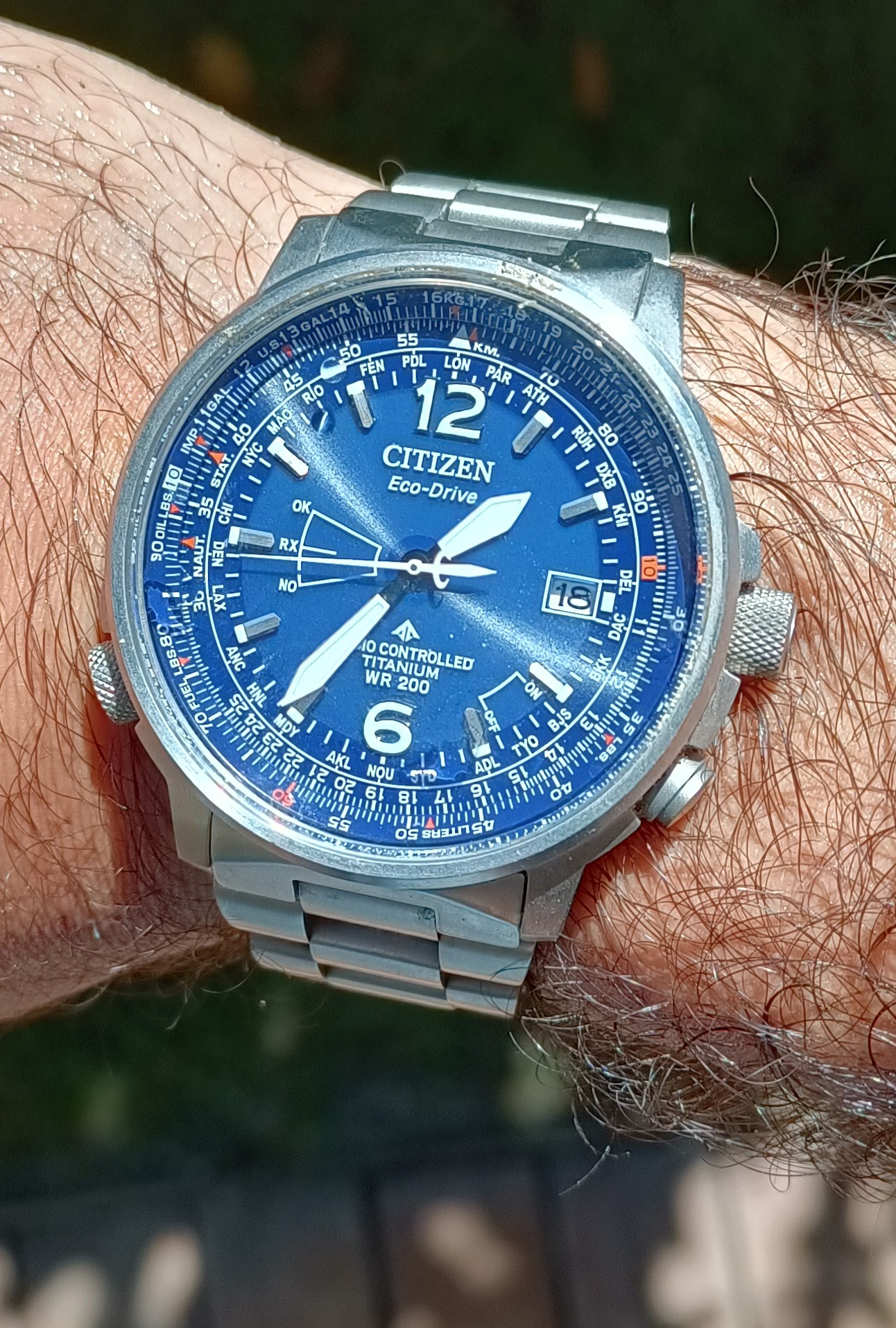
Citizen Pilot Eco-Drive con cassa e bracciale in titanio

Ricordiamo nel 1998 quindi "Eco-Drive Analog Dept", primo orologio solare al mondo dotato di profondimetro analogico, "Exceed Ladies' Eco-Drive", l'orologio solare con il più piccolo movimento al mondo, "Eco-Drive Duo", alimentato sia a celle solari che dall'energia cinetica del movimento del polso, "Eco-Drive Thermo", che traeva la sua energia dalla differenza tra la temperatura interna all'orologio e quella esterna. In realtà queste due ultime scoperte sono state soffocate dalla grande affidabilità dell'Eco-Drive unita al bassissimo consumo degli orologi Citizen. La durata della carica ormai non costituisce più un problema e l'efficienza degli accumulatori è assoluta.

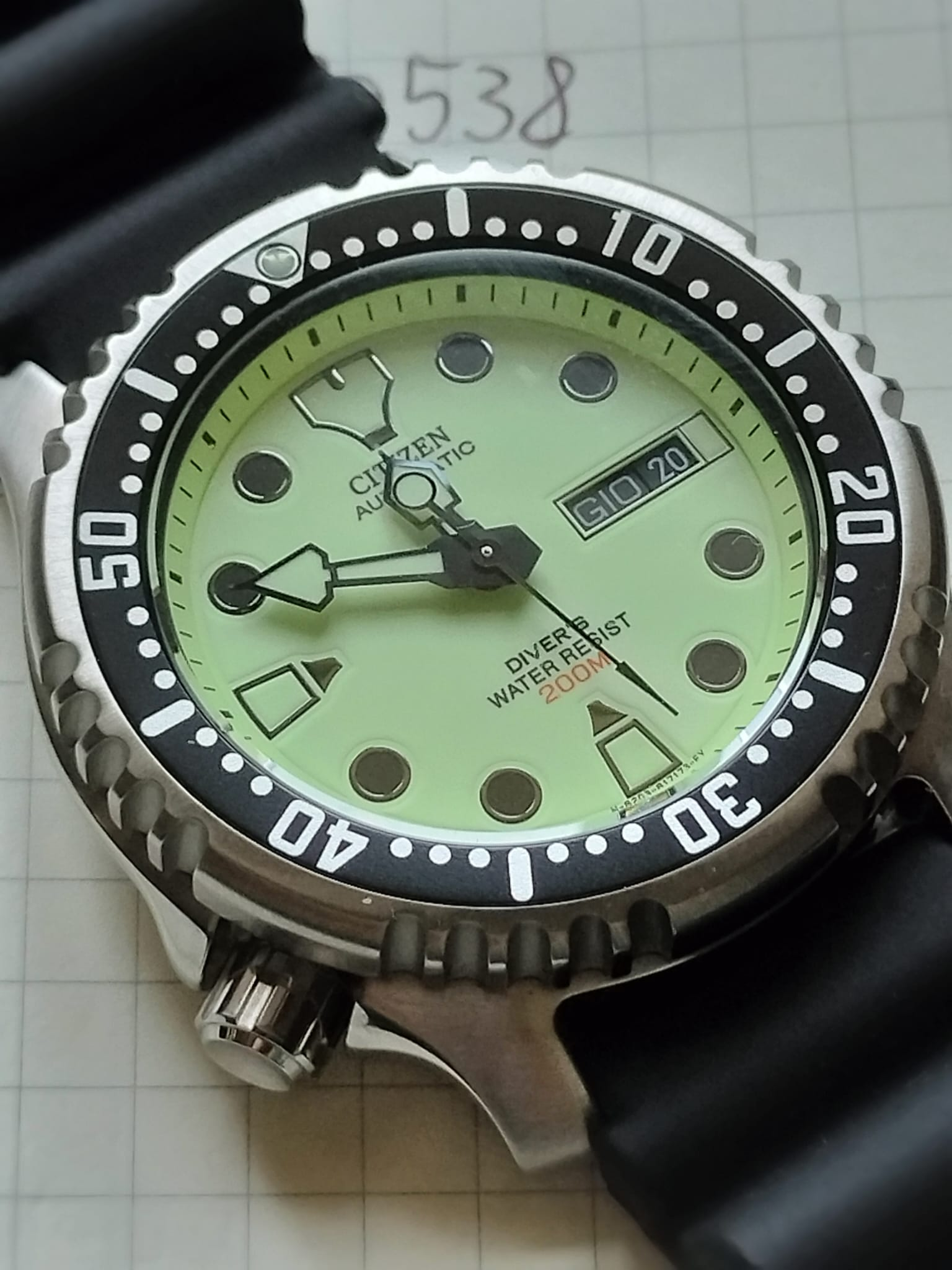
Citizen Promaster automatico con quadrante completamente luminescente

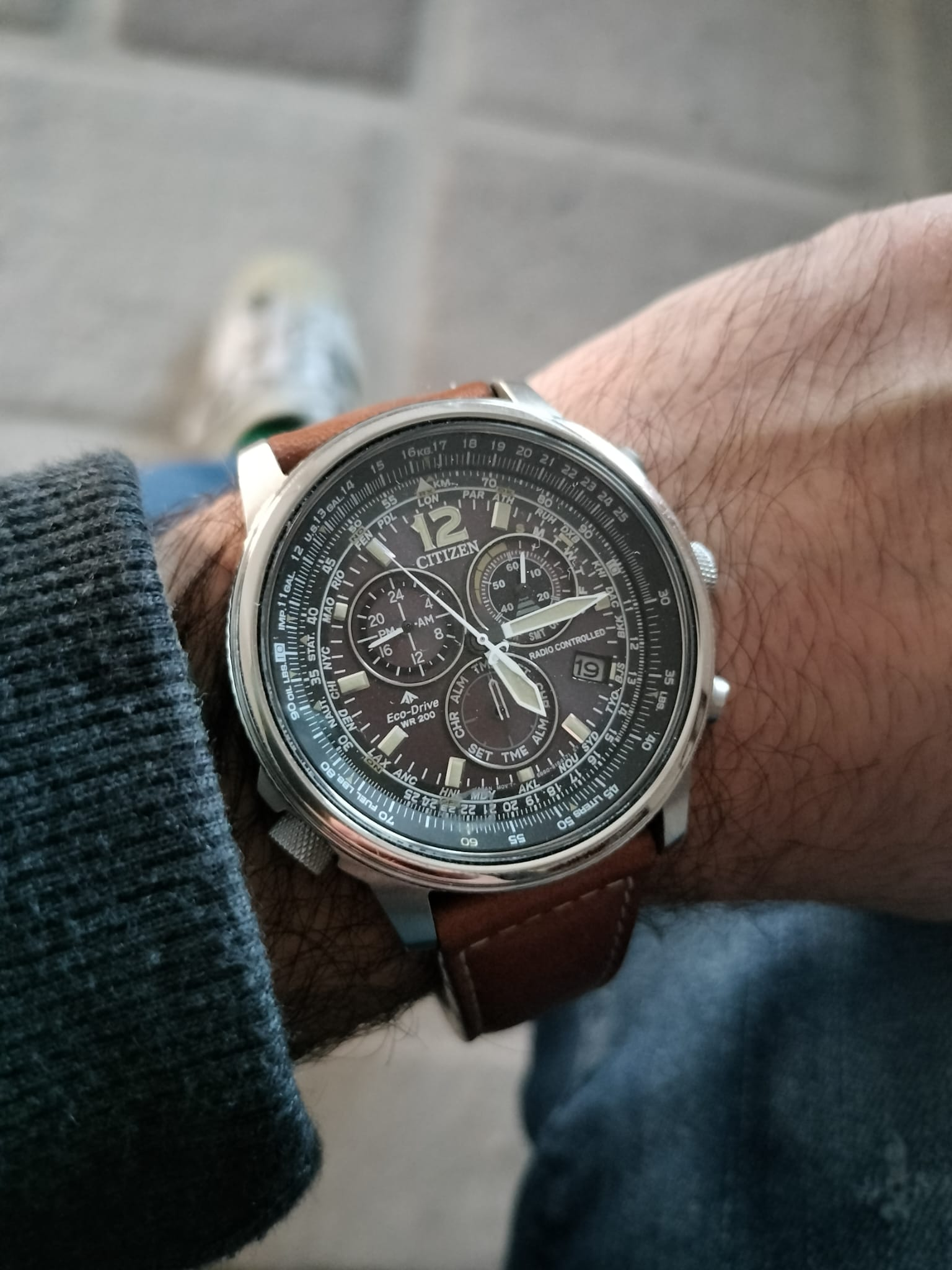
Citizen Crono Pilot in titanio con movimento Eco-Drive

Nel 2011 la Citizen conquista nuovamente le luci della ribalta a Basilea, presentando il primo orologio satellitare del mondo, il "Citizen Eco-Drive Satellite Wave".

## Azienda
La Citizen Holdings Co. possiede, tra gli altri, anche i seguenti marchi:
- Alpina[5] fondata nel 1883, dal 2002 rilevata dagli olandesi Peter e Allette  Stas, rimasti ancora supervisori.[6]
- Ateliers DE MONACO[7], fondata nel 2008 dagli olandesi Peter Stas con Pim Koeslag, Robert van Pappelendam, (Stas è già  amministratore con la moglie  della "Frederique Constant" e "Alpina", rimasti anche con Citizen supervisori di tutte le tre maison), specializzata in calibri raffinati, complicazioni e orologi personalizzati realizzati in numero unico su richiesta. La sede è a Ginevra e Plan-les-Ouates ma con il "cuore" rivolto a Montecarlo per l'atmosfera chic, un esemplare unico è stato creato per il principe Alberto[8]. Sono tutti firmati con la sola scritta "DE MONACO", ditta acquisita da Citizen nel 2016.
- Arnold & Son (2018) azienda orologiera con calibri raffinati.[9]
- Campanola, dal design classico con molte complicazioni.[10][11]
- Bulova Watch Company, prestigioso ed innovativo costruttore di orologi acquisito nel 2007.[12]
- Frédérique Constant[13], fondata nel 1988 dagli olandesi Peter e Alletta Stas. Il nome della maison deriva dall'unione dei nomi di battesimo dei due bisnonni: Frederique per Alletta e Constant per Peter.[14] Ha sede a Ginevra e a Plan-les-Ouates, i coniugi Stas sono rimasti consulenti e supervisori nell'azienda anche dopo l'acquisizione nel 2016 da parte della Citizen, come per "Alpina" e la "DeMonaco".[15]
- La Joux-Perret[16] acquisito nel 2017, il nome originario "Jaquet-Baume"[17] SA[18] di La Chaux-de-Fonds, fornitore per Franck Muller e Girard-Perregaux fu cambiato[19] per non confonderlo con quello del fondatore ed ex proprietario: l'orologiaio Jean Pierre Jaquet[20] coinvolto in truffe e orologi falsificati. Sotto processo, arrestato e incarcerato diverse volte.[21][22][23][24]

- Miyota Movement, azienda leader nella produzione di movimenti al quarzo ed automatici.
- SmileSolar, linea di orologi low cost anche per bambini (cinturino non sostituibile e cassa monoblocco) prodotti in parte con materiali riciclati e dotati di tecnologia EcoDrive.
- VAGARY, assorbito inizialmente dalla Citizen Watch Italy di Pozzo d'Adda (del gruppo Citizen di Tokyo), Vagary  è il nome che ha preso il sopravvento derivato da una linea di orologi che erano sempre e solo a firma "Veglia", ditta facente  parte dell'gruppo italiano Veglia-Borletti (la divisione orologi fu fondata nel 1896), una azienda nota nel mondo per avere fornito l'industria dell'auto e dei veicoli da lavoro. Siti giapponesi dell'orologeria presentando Vagary citano anche il premio dell'epoca, il "Compasso d'oro" ricevuto dalla "Veglia" nel 1956 e 1964 per il design italiano apprezzato dei settori industriali della fabbrica.[25][26] Distribuiti internazionalmente col marchio "Vagary by Citizen" costituiscono l'entry level sotto lo stretto controllo della casa madre.

Citizen è diventata la maggiore azienda produttrice al mondo di orologi e movimenti nel 1986. Nel 1988 infrange la barriera dei 100 milioni di orologi e movimenti prodotti, nel 1993 supera quota 200 milioni. Nel 2001 Citizen raggiunge la ragguardevole cifra di 308 milioni di orologi e movimenti prodotti, ossia un quarto di tutta la produzione mondiale.

## Eco-Drive

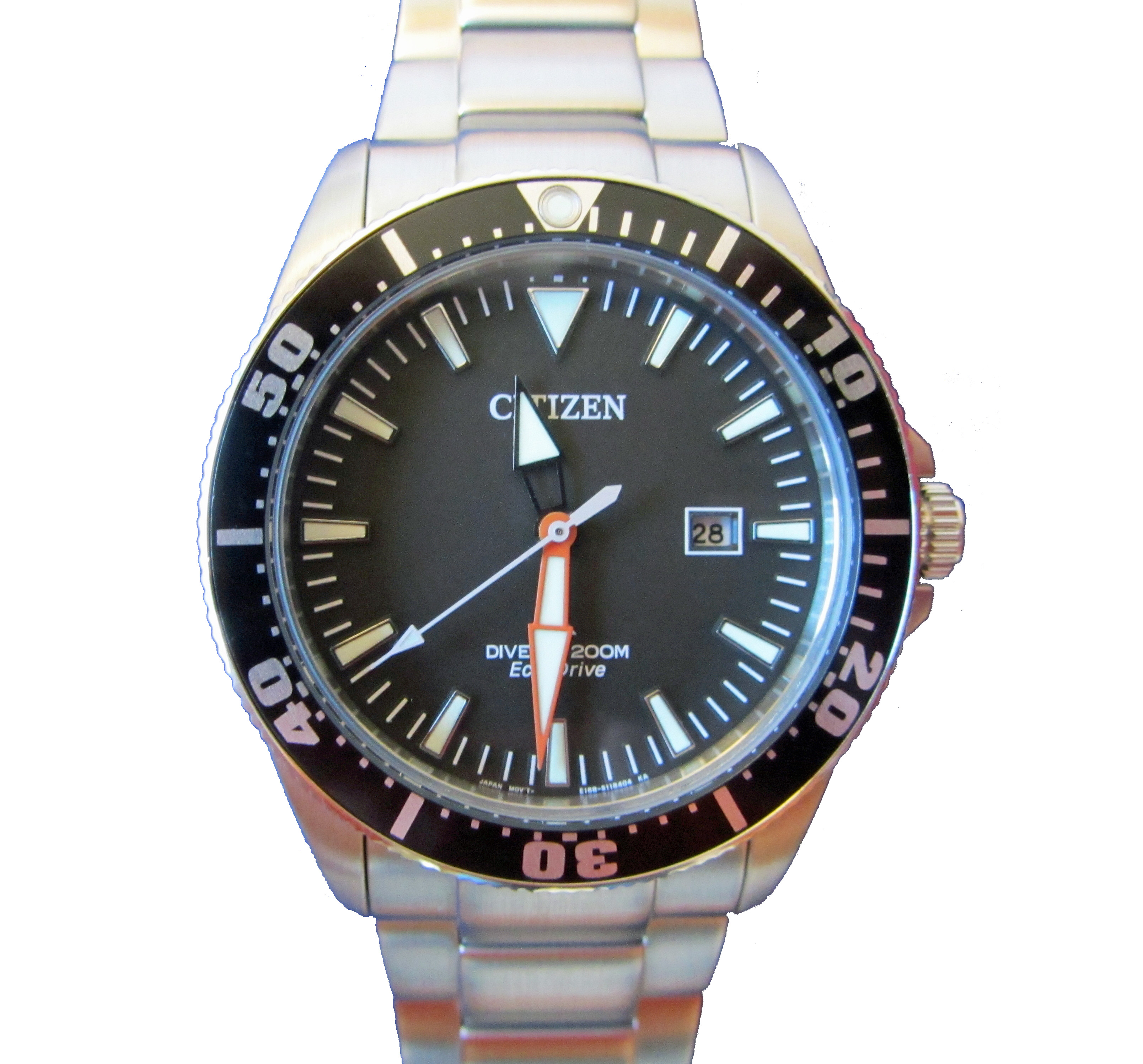
Un esempio di orologio Eco-Drive

Nel 1995 la Citizen ha brevettato e presentato al mercato un sistema di carica chiamato Eco-drive a energia luminosa. Il sistema sfrutta l'energia solare o una qualsiasi fonte di luce anche artificiale, come ad esempio la luce prodotta da una lampada da comodino e si basa sull'impiego di 4 celle fotovoltaiche e di una batteria ricaricabile, gestite da un circuito elettronico di controllo. Le celle a spicchio sono poste sotto il quadrante dell'orologio e ricevono luce indotta da un disco di plexiglas che sporge per un paio di millimetri tra il quadrante dei minuti/ore e quello dei secondi e luce filtrata attraverso il quadrante stesso costruito in modo tale da essere semi trasparente in modo che la luce lo possa attraversare. Questo sistema, garantendo l'erogazione di tensione molto costante nel tempo, (le normali pile a sali d'argento scaricandosi riducono via via la tensione erogata), consente al meccanismo dell'orologio, mosso da un motore elettrico passo passo, una precisione notevole: appena +/- 20 secondi in un anno. Citizen Watches assicura che non sarà necessario sostituire la batteria per tutta la vita dell'orologio (circa 20 anni).

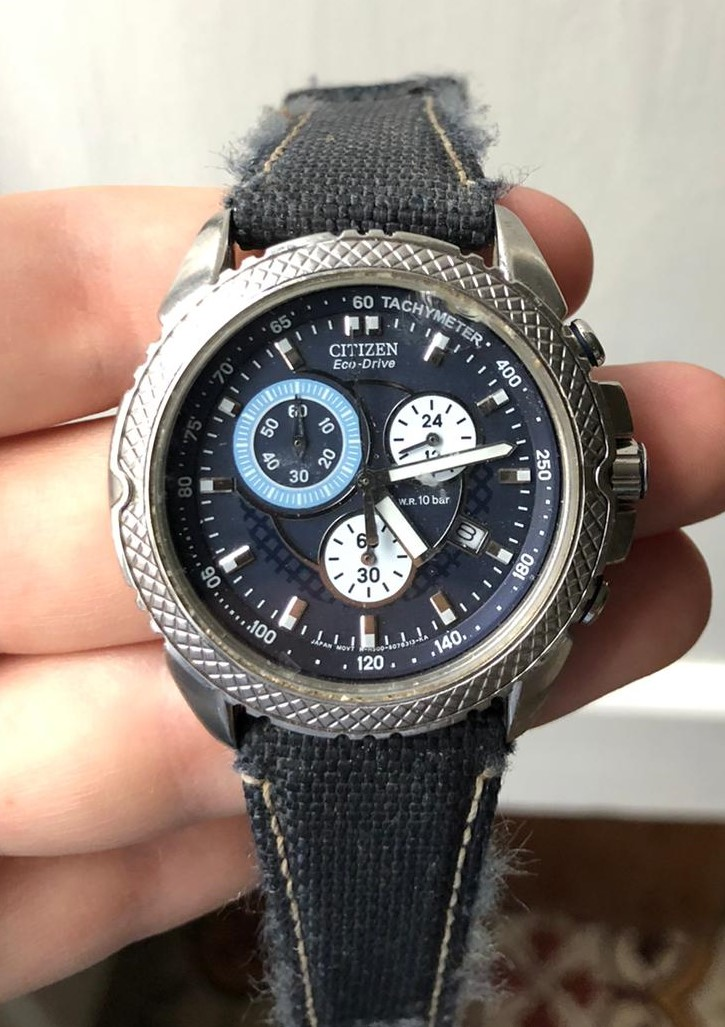
Citizen Faction cronografo Eco-Drive, anni 2000

## Radio Controllo
Molti orologi prodotti dalla Citizen sono dotati di Radio-Controllo, una funzione che consente all'orologio di sincronizzarsi automaticamente sull'ora esatta fornita da un orologio atomico, captando un segnale radio da stazioni ripetitrici poste a terra; in Europa tale segnale è fornito dalla stazione DCF77. Questo sistema consente di avere l'orologio sempre sincronizzato al secondo, senza bisogno di effettuare regolazioni manuali.

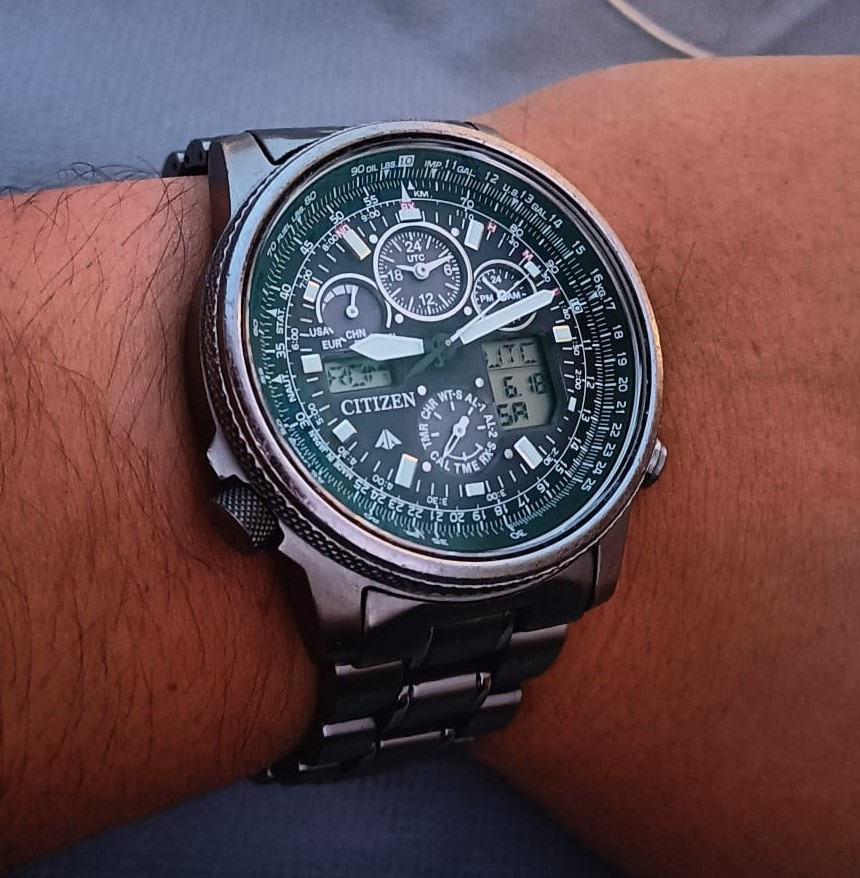
Citizen Super Pilot radiocontrollato in titanio

## Orologio Satellitare

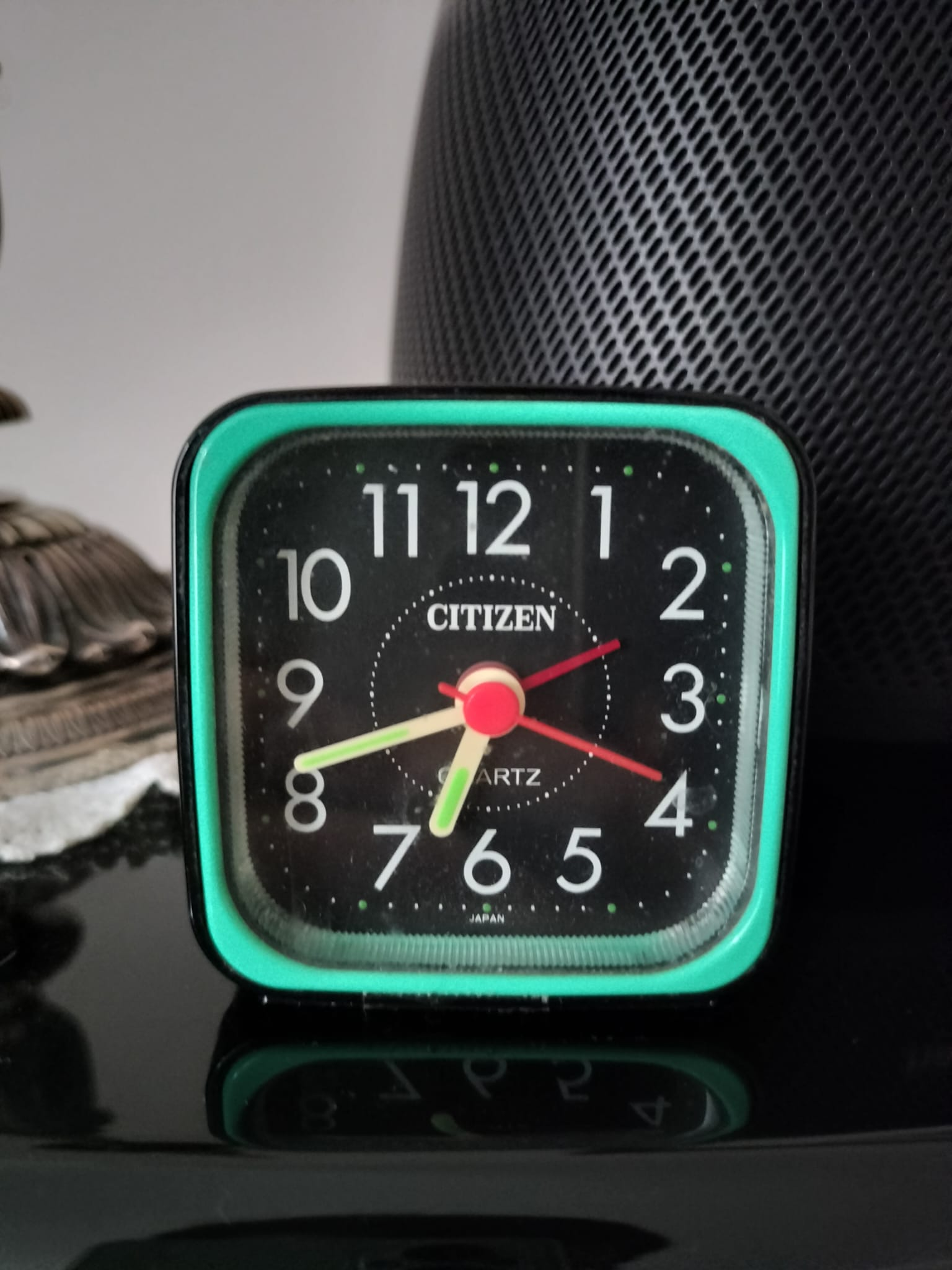
Sveglia da tavolo Citizen al quarzo

Nel 2011 Citizen ha prodotto il primo orologio a controllo satellitare, a cui ha dato nome "Satellite Wave"; tale orologio riceve direttamente il segnale di sincronizzazione da 24 satelliti che orbitano attorno alla Terra.
Con questo nuovo prodotto, Citizen è in grado di assicurare una sincronizzazione perfetta con l'orologio atomico di riferimento mondiale e un aggiornamento praticamente costante.